# 水野忠宝
水野 忠宝（みずの ただとみ、文久2年3月17日（1862年4月15日） - 明治41年（1908年）1月28日）は、明治時代の華族（子爵）。忠位系水野家7代。鶴牧藩第4代藩主・水野忠順の養嗣子。子爵。正室は松平乗承の妹の鉋子。子に忠陽、豊子。

## 生涯
肥後新田藩主細川利永の子として江戸に生まれる。初名は利光（通称、主計）といった。明治9年（1876年）9月に忠順の養子となり同年11月従五位に叙せられた。明治17年（1884年）7月忠宝と改名した。明治18年1月に家督を相続。明治25年（1892年）7月従四位、明治30年（1897年）7月正四位に叙せられた。